# Coelogyne filipeda
Coelogyne filipeda är en orkidéart som beskrevs av François Gagnepain.
Coelogyne filipeda ingår i släktet Coelogyne och familjen orkidéer. Artens utbredningsområde är Vietnam. Inga underarter finns listade i Catalogue of Life.